# 하서로
하서로(Haseo-ro)는 광주광역시 북구 운암동 운암사거리에서 전라남도 담양군 봉산면을 잇는 광주광역시의 도로이다. 조선시대 유학자 하서(河西) 김인후의 호를 도로명으로 삼았으며, 이웃 장성군에도 같은 이름의 도로가 존재한다.

## 주요 경유지
광주광역시
- 북구 (운암동 . 태평동)

전라남도
- 담양군 (봉산면)

## 노선
| 이름                  | 접속 노선                          | 소재지     | 소재지 | 비고 |
| --------------------- | ---------------------------------- | ---------- | ------ | ---- |
| 운암사거리            | 국도 제1호선 (북문대로)            | 광주광역시 | 북구   |      |
| 중외공원입구 교차로   | 호남고속도로 제12호선              | 광주광역시 | 북구   |      |
| 동운육교              |                                    | 광주광역시 | 북구   |      |
| 국립박물관입구 교차로 | 광주광역시도 제37호선 (서하로)     | 광주광역시 | 북구   |      |
| 본촌 교차로           | 광주광역시도 제54호선 (서강로)     | 광주광역시 | 북구   |      |
| 본촌산단사거리        | 광주광역시 제39호선 (양일로)       | 광주광역시 | 북구   |      |
| 양산우체국앞 교차로   | 연양로                             | 광주광역시 | 북구   |      |
| (이름없음)            | 광주광역시도 제85호선 (임방울대로) | 광주광역시 | 북구   |      |
| 용산 교차로           | 광주광역시도 제35호선 (우치로)     | 광주광역시 | 북구   |      |
| 효령삼거리            | 영락공원로                         | 광주광역시 | 북구   |      |
| (이름없음)            | 와우신평길                         | 광주광역시 | 북구   |      |
| 송강정로와 직결       |                                    |            |        |      |